# William B. Allison
William B. Allison (Perry, 1829. március 2. – Dubuque, 1908. augusztus 4.) az Amerikai Egyesült Államok szenátora (Iowa, 1873–1908).

## Élete
1872-ben a (republikánus) képviselőház kilenc politikus nevét nyújtotta be vizsgálatra a (republikánus) szenátusnak a Crédit Mobilier-botrány miatt, a listán William B. Allison is szerepelt.